# 벤허 (2016년 영화)
《벤허》(영어: Ben-Hur)는 2016년 공개된 미국의 영화로, 1880년 루 월리스의 동명 소설을 원작으로 하였으며, 이번으로 세 번째 영화화 작품이다. 티무르 베크맘베토프 감독이 연출하며, 잭 휴스턴, 모건 프리먼, 토비 케벨, 호드리구 산토루, 나자닌 보니아디가 출연한다.

## 출연
- 잭 휴스턴
- 토비 켑벨
- 모건 프리먼
- 로드리고 산토로
- 나자닌 보니아디
- 할루크 빌기네르
- 요한 필립 애스백
- 치코 켄자리